# Bauer Radio
Bauer Radio — британское подразделение Bauer Media Group, управляющее местными радиостанциями.

## История
Ранее была известна как Big City Network. В 2006 году в состав сети вошли многие радиостанции Scottish Radio Holdings.
В апреле 2011 года Bauer Radio объявило о пересмотре портфолио, который теперь будет состоять из местных (подразделение «Bauer Place») и наследуемых радиостанций (вроде брендированных Kiss и Kerrang Radio).
В апреле 2013 года Bauer объявила о слиянии двух своих станций в Северо-Восточной Англии — Metro Radio и TFM. Обе станции передавали общие программы из Ньюкасла и Манчестера, имея при этом отдельный брендинг, информационные бюллетени и рекламу.
В сентябре 2014 года Bauer объявила, что с января 2015 года будет реструктуризировать свой портфель радиостанций. От Magic AM в Англии отказались в пользу станций, которые вернулись к своим прежним названиям. и становились частью новой сети «Сити 2», обслуживающей Шотландию и Северную Англию. 19 января 2015 года на DAB была запущена сеть «City 3», заменившая в большинстве регионов The Hits Radio (с сентября 2017 года «City 3» была отменена в пользу возврата к сетевому сервису The Hits).
В начале марта 2016 года Bauer переместил две свои станции Planet Rock и Absolute 80s из Digital One в мультиплекс Sound Digital, что снизило доступность этих станций в Восточной и юго-западной Англию, части Кента и т. д., в Камбрии, а также на больших территориях Уэльса и Шотландии сетевых передатчиков Sound Digital вообще не было
6 мая 2016 года приобретена радиогруппа «Orion Media» из Мидлендс за нераскрытую плату, СМИ оценивали размер сделки в 40 — 50 млн ф.с..
16 августа 2018 года за неназванную сумму была приобретена радиостанция Jazz FM.
В феврале 2019 года Bauer Radio купила Lincs FM Group, Celador и ряд местных радиостанций Wireless Group, спустя месяц были приобретены десять радиостанций UKRD.
1 мая 2020 года Bauer Media купила First Radio Sales.

## Радиостанции

### Радиосети

#### Absolute
Аудиторией радиосети являются люди в возрасте 35-54 года
- Absolute Radio
- Absolute Radio 60s
- Absolute Radio 70s
- Absolute Radio 80s
- Absolute Radio 90s
- Absolute Radio 00s
- Absolute Radio 10s
- Absolute Radio 20s
- Absolute Radio Classic Rock

#### Hits
- Country Hits Radio (кантри) — вещает через DAB и интернет.[14]
- Greatest Hits Radio (классические хиты) — сеть из 44 радиостанций, доступная на AM, FM и DAB (с общенациональной радиостанцией Greatest Hits Radio UK).
- Hits Radio (Contemporary hit radio) — сеть из 25 станций, доступная на FM-волнах и DAB (с общенациональной радиостанцией Hits Radio UK).
  - Hits Radio Pride, launched in 2020.

#### Kerrang!
- Kerrang! Radio (современная рок-музыка) — вещает через Freeview и интернет
- Kerrang! Radio Unleashed (хеви-метал) — доступна в интернете.
- Klassic Kerrang! Radio (классика альтернативного рока) — доступна в интернете.

#### KISS
Радиосеть KISS ориентирована на аудиторию 15-34 года, транслирует танцевальную музыку.
- KISS — доступна через Digital One, Sky и Freeview.
- DAB stations:
  - Kisstory (хиты).
  - Kiss Fresh (новые песни).
- Интернет-радиостанции:
  - Kiss Dance (танцевальная музыка).
  - Kiss Garage (UK garage).
  - Kiss Ibiza (электронная танцевальная музыка).
  - Kiss Jams (хип-хоп).

#### Magic
- Magic доступна на FM-волне в Лондоне и через DAB в Великобритании.
- Magic Chilled.
- Magic Mellow.
- 'Magic Soul.
- Magic Workout.
- 'Magic at the Musicals.
- Magic 100 % Christmas.

### Одиночные

#### Национальные/ региональные
- Heat Radio  (Contemporary pop) — связана с журналом Bauer Heat. Доступна онлайн, ранее присутствовала в DAB и Freeview.
- Jazz FM[15] (джаз, блюз, соул) — доступна через DAB.
- Planet Rock (классический рок) — доступна через DAB.
- Scala Radio (классическая музыка) — доступна через Sound Digital и интернет.

#### Местные
- Cool FM (CHR) — расположена в Белфасте, доступна через DAB по всей Северной Ирландии.
- Downtown Radio (Hot AC) — расположена в Белфасте, доступна в этом городе через AM/DAB и FM/DAB во всей Северной Ирландии.
- Downtown Country (кантри) — доступна через DAB в Северной Ирландии.
- Lincs FM (Hot AC) — вещает в Линкольншире и Ньюарке.
- Pirate FM (Hot AC) — расположена в Корнуоле.
- Sam FM (классические хиты) — расположена в Бристоле.
- Wave 105 (Hot AC) — расположена в Соленте.

### Бывшие радиостанции
- Mojo Radio (классический рок, блюз, соул и ранняя поп-музыка) — вещала в цифровом ТВ и через интернет, была закрыта в 2008 году.
- Q Radio (рок и альтернативный рок) — вещала на всю страну через Freeview и через интернет, была закрыта 7 мая 2013 года и заменена Kisstory.
- Radio City Talk (разговорный формат и спортивные новости, плюс рок-музыка) 0 вещало в Мерсисайде и северо-западе Англии. Была закрыта в мае 2020 года из-за плохих финансовых показателей. Была сестринской радиостанцией Radio City и Greatest Hits Radio Liverpool.
- Smash Hits Radio (сontemporary pop hits) — вещало в DAB, после ухода оттуда — через Freeview. Была заменена KissFresh.
- 3C (кантри) — вещало из глазго через DAB и Freeview, была закрыта в 2007 году. Во Freeview на какое-то время была заменена радиостанцией Clyde 1.

## Цифровые мультиплексы

### Sound Digital
Bauer владеет 30 % акций во втором национальном коммерческом цифровом мультиплексе Sound Digital, другими акционерами являются Wireless Group (30 %) и Arqiva (40 %).

### Bauer Digital Radio
Bauer владеет рядом цифровых мультиплексов в основном в тех регионах, где есть её местные радиостанции:
- Центральный Ланкашир — Bauer Central Lancashire
- Хамберсайд — Bauer Humberside
- Лидс — Bauer Leeds
- Ливерпуль — Bauer Liverpool
- Южный Йоркшир — Bauer South Yorkshire
- Тиссайд — Bauer Teesside
- Тайн-энд-Уир — Bauer Tyne & Wear

### Score Digital
В рамках поглощения Scottish Radio Holdings компанией Emap, та компания получила контроль над оператором мультиплекса DAB Score Digital. Правила конкурса требовали, чтобы объединённая фирма продала один из полученных в результате сделки мультиплексов, и ранее принадлежавший Score мультиплекс Ayr был продан Arqiva. Остальные мультиплексы Score с тех пор были переименованы в мультиплексы Bauer.
Бывшие цифровые мультиплексы Score находились в:
- Данди — Score Dundee
- Эдинбург — Score Edinburgh
- Глазго — Score Glasgow
- Инвернесс — Score Inverness
- Северная Ирландия — Score Northern Ireland

### Bauer DAB
The Wireless Group и Emap совместно управляют тремя мультиплексами, которыми с 2019 года владеет Bauer Radio:
- Сток-он-Трент — Stoke & Stafford (DAB Multiplex)
- Суонси — Swansea SW Wales (DAB Multiplex)
- Западный Йоркшир — Bradford & Huddersfield (DAB Multiplex)

### CE Digital
Bauer и Global Radio владеют мультиплексом CE Digital Ltd.
CE Digital присутствует в следующих регионах:
- Бирмингем — CE Birmingham
- Лондон — CE London (также известно как Greater London I)
- Манчестер — CE Manchester